# Kočevarščina
Kočevarščina (Göttscheabarisch, nemško: Gottscheerisch, angleško tudi Granish) je nemško narečje, ki je bilo do leta 1941 prevladujoči jezik na jezikovnem otoku Kočevarjev na Dolenjskem. Danes ga v Sloveniji in po svetu govori le še malo ljudi.

## Zgodovina jezika
Kočevarščina pripada nemški narečni skupini bavarščine, bolj natančno južnobavarskim narečjem. Najbolj sorodna so mu bavarska narečja Koroške. Veliko skupnih lastnosti ima z narečji drugih nemških jezikovnih otokov v jugovzhodnih Alpah, kot so Sappada (Pladen) in Timau (Tischelwang) v Furlaniji ter Sorica (Zarz) na Gorenjskem.
Kočevarščina se je razvijala kot samostojno narečje več kot 600 let od naselitve prvih nemško govorečih priseljencev iz vzhodne Tirolske in zahodne Koroške na Kočevskem okoli leta 1330.
Kočevarji so kočevarščino uporabljali kot občevalni jezik v medsebojni ustni komunikaciji, medtem ko je bil njihov knjižni jezik knjižna nemščina, v kateri je tudi izšel edini roman, ki ga je napisal Kočevar in obravnava veliki slovenski kmečki upor, ki je imel žarišče na Kočevskem. V kočevarščini so napisane ljudske pesmi in pravljice, ki so jih zbirali v 19. in 20. stoletju.
Že v 19. stoletju se je veliko govorcev kočevarščine izselilo v ZDA. Po izselitvi večine Kočevarjev na ukaz in ob propagandi nacistov leta 1941 je na Kočevskem ostalo le nekaj sto govorcev. Po drugi svetovni vojni je bila kočevarščina v Jugoslaviji prepovedana, ljudje pa razseljeni.

## Današnja situacija
UNESCO danes kočevarščino opredeljuje kot "kritično ogrožen jezik" (critically endangered language). Največ govorcev živi v ZDA, kjer ga govorijo predvsem stari ljudje, ki so še doživeli otroštvo na Kočevskem. Tudi v Kanadi, Avstriji in Nemčiji ga nekaj kočevskih priseljencev še govori, tako kot v ZDA pa imajo komaj kaj možnosti, da bi ga uporabljali. Vsakdanji jezik tudi v družini je angleščina oziroma knjižna nemščina ali narečje bivalnega kraja.
V Sloveniji živi nekaj družin, kjer se je kočevarščina kljub prepovedim po drugi svetovni vojni deloma ohranjala. V novem tisočletju se ga pa verjetno noben otrok več ne uči kot materni jezik. Število govorcev mlajših od 40 let je verjetno manj kot pet. Leta 1994 naj bi govorili kočevarsko le v dveh družinah v Črnomaljski kotlini. Večina govorcev v Sloveniji živi v Črmošnjiško-Poljanski dolini (med Kočevskimi Poljanami in Črmošnjicami), kjer je nekaj Kočevarskih družin med vojno podpiralo partizansko gibanje in zato lahko ostalo. Društvo Kočevarjev staroselcev v Občicah ponuja občasne tečaje v knjižni nemščini.  Od leta 2002 do leta 2006 so tečaje izvajali vsako leto, v letih 2008 in 2009 sta pa bila dvotedenska tečaja.  Večletne tečaje knjižne nemščine so "zaključili" leta 2007.
Pouk kočevarščine od leta 2011 organizira Društvo Peter Kosler iz Kočevja. Jezik poučuje Maridi Tscherne na jezikovni šoli Yurena v Novem mestu, v Bistrici pri Črnomlju in na Ljudski univerzi v Kočevju. Pouk je za slušatelje brezplačen, ker ga finančno podpira Ministrstvo za evropske in zunanje zadeve Republike Avstrije. Sicer pa je Društvo Peter Kosler poskrbelo tudi za pouk nemščine z elementi kočevarščine na osnovnih šolah Semič in Dolenjske Toplice ter v obeh vrtcih. Od 1. novembra 2013 do junija 2014 je pouk, ob vednosti avstrijskega veleposlaništva v Ljubljani, brezplačno opravljala ga. Maridi Tscherne in prevzela tudi vse s poukom povezane stroške. Ker na vnovično prošnjo za financiranje pouka ni bilo odgovora, je pouk s šolskim letom 2014/15 zopet ukinjen: avstrijska država očitno ni več pripravljena financirati tečajev, ki se jih je vsak teden udeleževalo okoli 190 slušateljev različnih starosti. Za ohranitev pouka so se zavzele poleg Društva Peter Kozler vse članice Zveze kočevarskih organizacij, žal neuspešno. To pomeni konec vseh upov, da se bo kočevarščina lahko ohranila. Predsednik društva Kočevarjev staroselcev je, skupaj s člani Zveze nemško govoreče etnične skupnosti, na Dunaju uspešno agitiral zoper pouk (npr. Bakh, 23.12.2013, stran 38:˝... O tem sem obvestil gospo Veroniko Haring, ki je nato predlagala, da Društvo Peter Kozler za leto 2013/2014 ne prejme več sredstev ter da se ta sredstva dodeli društvom, ki smo v krovno organizaciji (namreč Zvezi nemško govoreče etnične skupnosti), kar je društvo Peter Kozler odklonilo.˝ ali npr. Gril v Demokraciji, oktober 2013 (pisma bralcev): ˝In ko sem že pri priznavanju nemške manjšine v Sloveniji, je vredno omeniti, da ta nima nič skupnega z učenjem kočevarščine slovenskih otrok. To je sicer lepo, je pa brezpredmetno. To je zapravljanje davkoplačevalskega denarja Avstrije. Kot kaže, bo Avstrija to ukinila, kar je še dodaten razlog za ta nesmisel.˝ ali npr. v Delu, 19. 9. 2011: ˝Danes je utopično pričakovati, da se bodo mladi učili kočevarskega dialekta,˝ pravi Avgust Gril. ˝Zakaj bi mlade mučili z učenjem nečesa, česar sploh ne bodo uporabljali? Brez znanja tujih jezikov v tej naši mali državi ne pomenimo čisto nič, zato v resnici poleg angleščine potrebujemo še en tuj jezik, nemščino,˝ pravi Gril.  Zaradi takšnega odnosa predsednika Društva Kočevarjev staroselcev in zavisti ostalih nemških organizacij v Sloveniji in predvsem zato, ker sosednja država ni pripravljena prispevati slabih 1700 evrov mesečno v ta namen, pouka kočevarščine ne bo več. 